# El Conejo, Guanajuato
El Conejo är en ort i Mexiko.   Den ligger i kommunen Irapuato och delstaten Guanajuato, i den centrala delen av landet, 280 km nordväst om huvudstaden Mexico City. El Conejo ligger 1 744 meter över havet och antalet invånare är 530.
Terrängen runt El Conejo är platt åt nordost, men åt sydväst är den kuperad. Runt El Conejo är det tätbefolkat, med 790 invånare per kvadratkilometer. Närmaste större samhälle är Irapuato, 9,0 km sydost om El Conejo. Runt El Conejo är det i huvudsak tätbebyggt.